# Chunghŭng sa
Chunghŭng sa (중흥사 Klasztor Wyłaniający się) – koreański klasztor.

## Historia klasztoru
Klasztor został wybudowany na górze "Trzech Rogów" (삼각산, kor. Samgaksan) lub "Górze na północ od Han" (북한산; kor. Bukhansan) przez mistrza sŏn Yŏgonga Tosŏna. Klasztor znajduje się wewnątrz murów górskiej fortecy (Chŏksangsansŏng). Musztrowano więc tam żołnierzy i odbywał się trening mnichów. Dziś znajduje się na północnych obrzeżach miasta Seul.
W 1341 roku przybył do tego klasztoru mistrz sŏn T’aego Pou (1301–1382), jeden z trzech mistrzów, którzy wprowadzili do Korei nauki szkoły chan linji. Odnowił on klasztor i znacznie go rozbudował, aby pomieścić wielu uczniów.
Ok. 1455 roku studiował w tym klasztorze Sŏljam (Si’sŭp Kim), autor pierwszej koreańskiej powieści.
Klasztor został zburzony w czasie japońskiej inwazji na Koreę w latach 1592-1598.
W 1713 roku klasztor został znacznie rozbudowany i służył jako główna świątynia dla jedenastu innych znajdujących się w granicach murów.
W 1915 roku większość klasztoru została zniszczona przez powódź. Reszta została zniszczona w czasie wojny koreańskiej.
Został częściowo odbudowany w roku 1963 i obecnie mieszka tam niewielka ilość mnichów.

## Znane obiekty
- Kamienna latarnia z dwoma lwami – Skarb Narodowy nr 103 (znajduje się w Narodowym Muzeum w Gwangju)
- 3-kondygnacyjna kamienna stupa – Skarb nr 112)
- Kamienny bodhisattwa siedzący z na wpół skrzyżowanymi nogami – lokalna Cenna Wartość Kulturalna nr 142)